# Nexter Titus

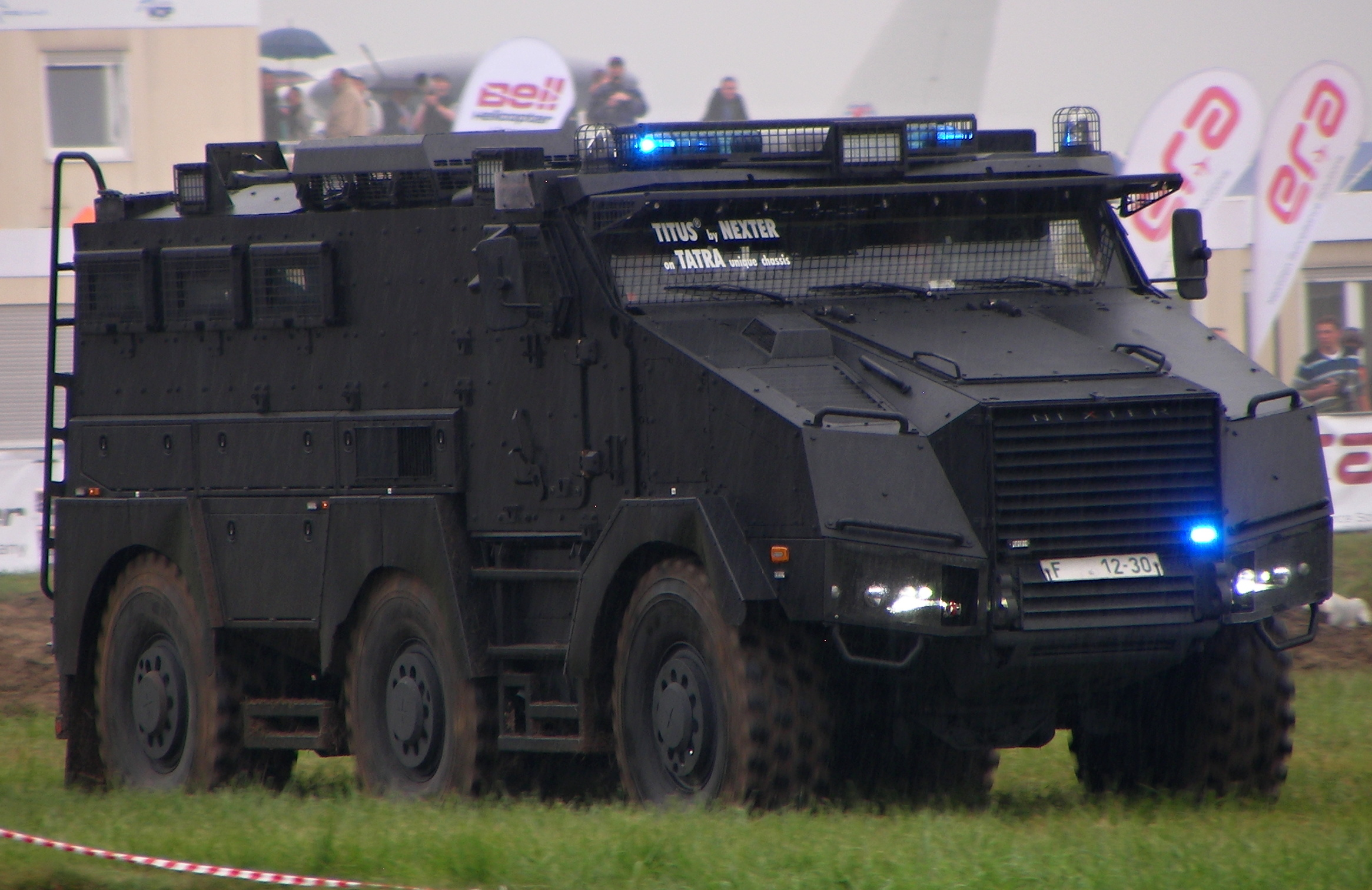
Un Titus per l'impiego nelle forze di polizia SWAT.

Il Nexter Titus è un Infantry Mobility Vehicle (IMV) – una tipologia di veicolo trasporto truppe – 6×6 MRAP prodotto dalla francese Nexter, con il supporto della ceca Tatra, che ha realizzato lo chassis (T815). Il Titus è, secondo la Nexter, un véhicule blindé polyvalent (veicolo blindato polivalente). TITUS è l'acronimo di "Tactical Infantry Transport & Utility System", ovvero Sistema di trasporto tattico di fanteria e utilitario.

## Storia

### Sviluppo
Il Titus è stato sviluppato su fondi propri da Nexter tra il 2010 e il 2012 ed è stato presentato per la prima volta al salone DSEI nel 2013 e poi ad Eurosatory nel 2014. Nella sua versione di base costa € 700 000 e (nel 2014) nel portafoglio prodotti di Nexter si situava tra l'Aravis e il VBCI, permettendo così a Nexter di posizionarsi su alcuni mercati emergenti per rimpiazzare le flotte di BTR di epoca sovietica.
Nel maggio 2015, il Titus è stato presentato per la prima volta al salone IDET di Brno, dove è stato anche premiato (Golden IDET Award).
VBMR-L 4×4 Serval
Nel novembre 2017, secondo fonti concordanti, la Nexter con il Titus (in una nuova versione 4×4) si è aggiudicata il contratto per la fornitura di 400 (in precedenza erano 358) VBMR léger per l'Armée de terre, battendo l'ACMAT Bastion e il Thales Bushmaster. Il VBMR léger 4×4 avrà una massa tra 10 e 12 tonnellate, una torretta a controllo remoto con una mitragliatrice da 12,7 mm o da 7,62 mm e un prezzo unitario compreso tra i € 500 000 e i € 700 000.
Il 12 febbraio 2018, è siglato il contratto tra la DGA e la Nexter (e Texelis) per la fornitura del Véhicule blindé multi-rôles léger (VBMR léger). Il VBMR léger è un mezzo blindato 4×4, da 15 tonnellate, capace di imbarcare 10 soldati con il loro equipaggiamento. Il VBMR léger sarà declinato in 4 versioni principali: pattugliamento, informazioni e ricognizione, posto di comunicazioni e guerra elettronica. Questa versione leggera 4×4 si chiamerà Serval.
La Legge di programmazione militare 2019-2025 prevede l'acquistizione di 2.850 VBMR all'orizzonte 2030, così divisi: 1.872 VBMR Griffon e 978 VBMR Serval; a cui aggiungere 1.060 VBMR Léger appui SCORPION (VLTP P segment haut). A fine 2025 sono previsti 1.545 VAB, 936 GRIFFON e 489 SERVAL.

### Impiego operativo
Nel 2016, il RAID e la BRI (entrambi della Police nationale) hanno testato il veicolo, senza tuttavia aver effettuato un ordine.

## Tecnica
Mobilità
- Telaio 6x6, semiassi indipendenti, asse posteriore direzionale
- Diametro di sterzata: 13 m
- Attraversamento: rampa 60%, pendenza laterale 30%, trincea/ostacolo 1,2 metri
- Motore: 440–550 CV (320–400 kW). Velocità su strada: 110 km/h (68 mph)
- Pneumatici: 16.00.R20
- Sistema di gonfiaggio centralizzato (CTIS)

Protezione
- Modulare: livello balistico da 2 a 4; livello mine da 2a/2b a 4a/4b
- Design "Nexter SAFEPRO" per la protezione dell'equipaggio
- Protezione IED fino a 150 kg di TNT
- Protezione RPG "Nexter PG-Guard"

Ergonomia
- Disposizione interna collaborativa (autista, tiratore, comandante e squadra)
- Rampa di tipo "Saferun", a imbarco e sbarco facilitato
- Volume interno superiore a 14 m³
- Equipaggio e squadra fino a 3+12

Configurazioni
- Bassa intensità: torretta teleguidata da 7,62 mm, protezione balistica e mine di livello 2, equipaggiamento per controllo della violenza, lama anti-barricate, armamento non letale.
- Guerra convenzionale: torretta teleguidata da 12,7 mm o da 20 mm, lanciagranate da 40 mm, protezione balistica e mine di livello 3, jammers, rilevatore di colpi
- Controguerriglia / Combattimento in zona urbana: armamanto sul tetto supplementare, protezione balistica e mine di livello 4, protezione contro RPG, protezione dei vetri, taglia-cavi, scala d'assalto

## Versioni
Le versioni 6×6 proposte da Nexter:
- VTT – APC – Veicolo trasporto truppe
- Appui-feu – Fire Support – Supporto di fuoco (con mortaio da 120 mm)
- COIN – Controguerriglia
- Assaut – SWAT
- WCT – Cannone ad acqua
- FST – Squadra di supporto avanzato

## Utilizzatori
Rep. Ceca – Pozemní síly Armády České republiky
62 veicoli 6×6 (6 Posto di Comando, 36 APC/VTT e 20 Fire Support)
 Albania - Forca Tokësore
16 veicoli ordinati